# 안동시·예천군
안동시·예천군은 대한민국의 국회의원 선거구이다. 경상북도 안동시와 예천군을 관할한다. 현직 국회의원은 국민의힘의 김형동이다.

## 역사
대한민국 제21대 국회의원 선거을 앞두고 이루어진 선거구 개편에 따라 기존의 영주시·문경시·예천군 선거구에서 예천군이 분리되어 안동시 선거구에 편입됨에 따라 신설되었다.

## 관할 구역
| 대수  | 관할 구역               |
| ----- | ----------------------- |
| 21대~ | 안동시 일원 예천군 일원 |

## 역대 국회의원
| 선거   | 정당 | 정당       | 의원   |
| ------ | ---- | ---------- | ------ |
| 2020년 |      | 미래통합당 | 김형동 |
| 2024년 |      | 국민의힘   | 김형동 |

## 역대 선거 결과

### 대한민국 제21대 국회의원 선거
|  | 47.10% |

|  | 26.14% |

|  | 20.32% |

|  | 4.80% |

|  | 0.85% |

|  | 0.76% |

### 대한민국 제22대 국회의원 선거
|  | 67.47% |

|  | 28.93% |

|  | 1.93% |

|  | 1.65% |